# 12101 Trujillo
12101 Trujillo este o planetă minoră (asteroid), cu un diametru de 7,003 km, din centura de asteroizi. A fost descoperită pe 1 mai 1998 la Stația Anderson Mesa de Lowell Observatory Near-Earth-Object Search și a fost numită după Chadwick Trujillo⁠(d). 
Obiectul prezintă o orbită caracterizată de o semiaxă mare de 2,9856061 UAi, o excentricitate de 0,1, o înclinație de 10,26241 ° în raport cu ecliptica.